# Lujavrit
Lujavrit ist ein seltenes, alkalisches, magmatisches Gestein, das zu den Nephelinsyeniten gerechnet wird.

## Etymologie

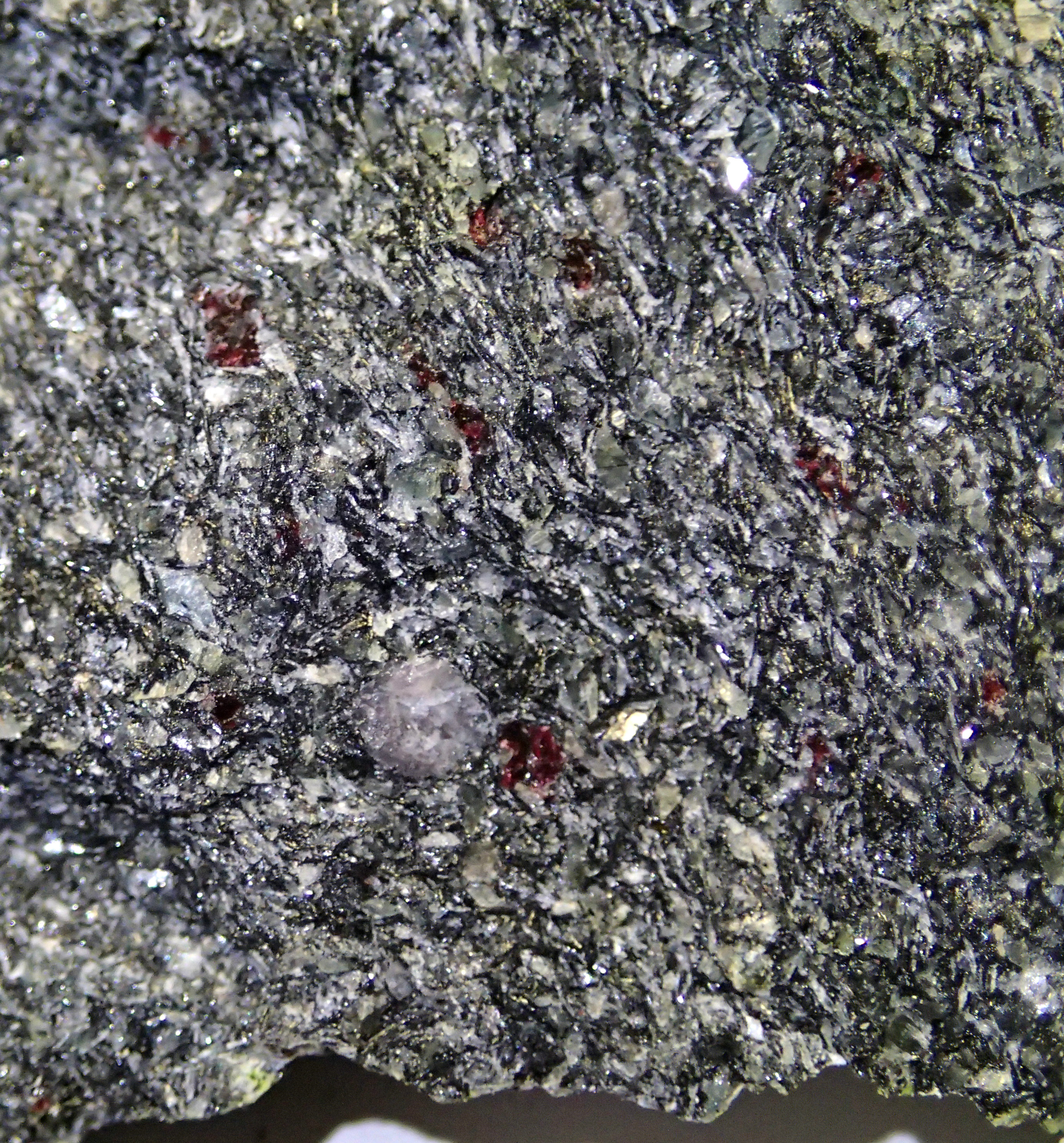
Lujavrit mit Villiaumit, Ilimmaasaq-Komplex, Grönland

Lujavrit (ursprünglich Luijaurit oder auch Lujauvrit), Englisch lujavrite, ist nach Luijaur, dem jetzigen Lujavr-Urt benannt. Lujavr bzw. Lujawwr ist ein Wort der Kildinsamischen Sprache und bezeichnet den jetzigen Ort Lowosero. Urt ist gleichbedeutend mit Tundra.

## Typlokalität und Vorkommen
Die Typlokalität des Lujavrits Lujavr-Urt befindet sich auf der Halbinsel Kola im Lovozero-Komplex. Ein bedeutendes Vorkommen von Lujavrit ist der Ilimmaasaq-Komplex bei Narsaq im südwestlichen Grönland. Weitere Vorkommen sind das Intrusivzentrum von Nord-Qôroq am Fjord Qôroq in Südgrönland, das Massiv von Poços de Caldas im Südosten Brasiliens, der Alkalikomplex vom Pilanesberg in Südafrika und der Alkalikomplex von Saima im Nordosten Chinas (Liaoning).

## Erstbeschreibung
Die Erstbeschreibung des Lujavrits erfolgte im Jahr 1890 durch Waldemar Christofer Brøgger. Beschrieben wurden das Gestein auch von Walter Ehrenreich Tröger, Albert Johannsen und Sergei Ivanovich Tomkeieff.

## Definition
Lujavrite sind melanokrate, agpaitische Nephelinsyenite, die im QAPF-Diagramm im Feld 11 der Foidsyenite plotten. Sie sind reich an Eudialyt, Arfvedsonit und Aegirin und werden begleitet von perthitischem Alkalifeldspat oder separatem Mikroklin und Albit. Eine deutliche magmatische Lamination ist für sie charakteristisch. Darüber hinaus enthalten sie Minerale reich an inkompatiblen Elementen wie Seltene Erden (REE), Uran, Thorium, Lithium und andere.

## Petrographie

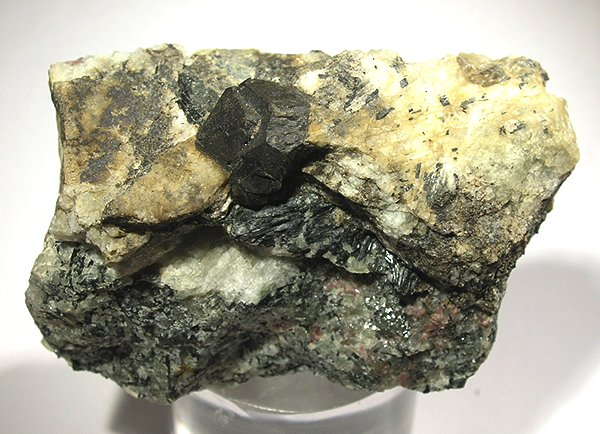
Das hyperagpaitische Mineral Steenstrupin-(Ce) im Lujavrit des Ilimmaasaq-Komplexes

Die Lujavrite sind generell meso- bis melanokrate, feinkörnige (bis 0,6 Millimeter Korngröße), agpaitische bis hyperagpaitische, syenitische Gesteine, die meist ein sehr deutliches magmatisches Gefüge besitzen. Sie können aber auch mittel- bis grobkörnig ausgebildet sein. Ihre ausgesprochene magmatische Lamination geht vorwiegend auf die Ausrichtung der mafischen Minerale zurück, zum Teil aber auch auf die Einregelung der Feldspäte.
Im Ilimmaasaq-Komplex werden die Lujavrite rund 400 Meter mächtig. Sie legen sich zwischen den Naujait im Hangenden und die transitionellen Kakortokite im Liegenden. Sie enthalten in ihren 5 Lagen neben Autolithen aus Naujait auch Autolithen aus Augitsyenit in den unteren beiden Lagen. Der Augitsyenit wird hierbei metasomatisch verändert, der umgebende Lujavrit zeigt Fließbänderung. Die Lujavrite entsenden in ihrem Hangenden Gänge und Fortsätze in die Dachzone der Magmenkammer. Hierbei wird der auflagernde Naujait stellenweise brekziiert und deutlich vom Lujavrit umgewandelt.

### Mineralogie
Als Hauptminerale enthalten Lujavrite Aegirin, Albit, Analcim, Arfvedsonit, Eudialyt, Mikroklin, Naujakasit, Nephelin und Sodalith. Sekundärminerale sind Minerale der Astrophyllit-Gruppe, Britholit-(Ce), Loparit, Lovozerit, Lueshit, Monazit, Nacareniobsit-(Ce), Neptunit, Pektolith, Polylithionit, recht seltener Pyrochlor, Sphalerit (Zinkblende), Steenstrupin-(Ce), Ussingit, Villiaumit und Vitusit.
Felsische Minerale in Lujavriten sind generell Nephelin, Albit, Mikroklin und Sodalith, der bis 2 Millimeter erreicht. Mafische Minerale zeigen Korngrößen bis zu 1 Millimeter.
Die Mehrzahl der Lujavrite weist keine eigenständigen Titanminerale auf, bedingt wahrscheinlich durch die niedrige Konzentration an TiO2 (meist nicht mehr als 0,22 Gewichtsprozent).
Mineralogisch ähneln Lujavrite den Kakortokiten – bis auf sehr hohe Gehalte an Aegirin in Grünen Lujavriten (Aegirin-Lujavriten). Manche Lujavrite führen anstatt von perthitischem Alkalifeldspat auch Mikroklin und Albit und als Zwickelfüller reichlich Analcim und  Natrolith. Die meisten Lujavrite zeigen Fließgefüge gekennzeichnet durch deutliche Kristalleinregelung – insbesondere in den Aegirin-reichen Lagen.

### Varietäten

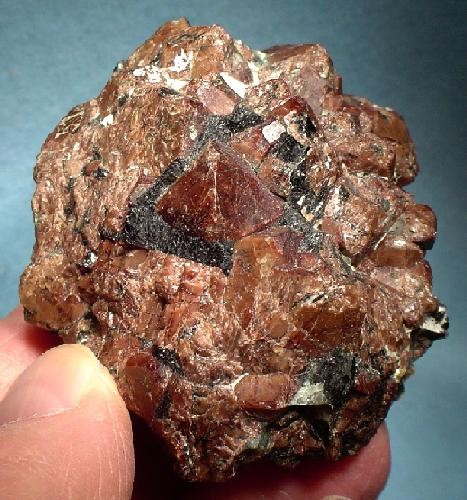
Eudialyt und Aegirin vom Fjord Kangerluarsuk

Der Lujavrit erscheint in mehreren Varietäten wie beispielsweise Aegirin-Lujavrit, Arfvedsonit-Lujavrit, Augen-Lujavrit, Eudialyt-Lujavrit, Loparit-führender Lujavrit, M-C-Lujavrit (engl. medium to coarse-grained lujavrite), Murmanit-Lujavrit,  Naujakasit-Lujavrit, Villiaumit-Lujavrit und Voronkovit-Lujavrit. Einige dieser Varietäten gehen möglicherweise auf ihre eigenständigen Magmenquellen zurück, wohingegen wiederum andere durch Hybridisierung und Metasomatose anderer Begleitgesteine und deren Fluida entstanden.
Lujavrite sind oft in mehreren Generationen ausgebildet. Sie können sehr Analcim-reiche Passagen aufweisen und oft auch Steenstrupin enthalten. Eine der letzten Generationen im Ilimmaasaq-Komplex wird von einem Naujakasit-Lujavrit gebildet, der neben Naujakasit sehr reich an Steenstrupin ist. Dies ist bezeichnend, da Steenstrupin in den am weitesten fraktionierten Lujavriten Eudialyt substituiert. Hierdurch wird die hyperagpaitische Stufe angezeigt, welche sich durch Naujakasit, Steenstrupin, Ussingit, Vitusit und andere Minerale auszeichnet.
Die Lujavrite zeigen im Ilimmaasaq-Komplex folgende Abfolge (vom Hangenden zum Liegenden):
- Arfvedsonit-Lujavrit B
- Aegirin-Lujavrit II b
- Arfvedsonit-Lujavrit A
- Aegirin-Lujavrit II a
- Aegirin-Lujavrit I

#### Aegirin-Lujavrit
Die agpaitischen Aegirin-Lujavrite bauen sich aus grünen Aegirinnadeln und farblosen Alkalifeldspatleisten auf, welche idiomorphe Phänokristalle von farblosem Eudialyt und wolkigem Nephelin umschließen. Schwarzer Arfvedsonit kann in Druckschatten des Eudialyts erscheinen. Ihre Mineralogie umfasst als Hauptminerale Aegirin, Albit, Mikroklin und Nephelin sowie als Nebenminerale Arfvedsonit, Fluorit, Eudialyt und Sodalith.

#### Arfvedsonit-Lujavrit
Die agpaitischen Arfvedsonit-Lujavrite bestehen aus schwarzem Arfvedsonit, untergeordnetem grünen Aegirin, runden farblosen Eudialytkörnern, rotem Villiaumit, Naujakasit, farblosen Mikroklinleisten sowie aus hypidiomorphem Nephelin und Albit. Körniger Nephelin kann korrodiert vorliegen und wird von Albitleisten, Arfvedsonitnadeln und interstitiellem Analcim umgeben. Hauptminerale sind Albit, Arfvedsonit, Mikroklin und Nephelin, Nebenminerale sind Aegirin, Eudialyt, Fluorit, Naujakasit, Sodalith und Villiaumit. HFSE-Minerale sind Epistolit, Nacareniobsit-(Ce), Neptunit, Vuonnemit, manchmal auch das hyperagpaitische Steenstrupin-(Ce) und akzessorisch Aenigmatit sowie gelegentlich Astrophyllit und Lorenzit.

#### Augen-Lujavrit
Einige Lujavrite (und auch agpaitische Ganggesteine) legen Augen-Strukturen (Ocelli) und auch sphärische Strukturen an den Tag. Diese werden als Nichtmischbarkeitsstrukturen von zwei Flüssigkeiten angesehen, wobei sich eine Schmelze reich an Natrium und Aluminium von einer an Eisen, Mangan, Niob und Seltene Erden angereicherten Schmelze trennte.

#### Eudialyt-Lujavrit
Der Eudialyt-Lujavrit ist Teil der magmatischen Phase III an der Typlokalität.

#### Loparit-führende Lujavrite
Loparit-führende Lujavrite treten an der Typlokalität auf. Sie finden sich dort in der magmatischen Phase II.

#### M-C-Lujavrit
Die im Ilimmaasaq-Komplex den Abschluss bildenden M-C-Lujavrite sind mittel- bis grobkörnig mit Korngrößen bis 10 Millimeter. Sie treten stellenweise als Pegmatite auf und werden von hydrothermalen Adern begleitet, welche beide Steenstrupin, Pyrochlor sowie Beryllium- und Kupferminerale enthalten. Gleichzeitig wird der auflagernde vulkanische Dachbereich fenitisiert.

#### Murmanit-Lujavrit
Der Murmanit-Lujavrit (auch Murmanit-Lovozerit-Lujavrit) tritt ebenfalls an der Typlokalität auf. Er gehört dort der magmatischen Phase III an. Das porphyrische Gestein ist auf eine nur einen Quadratkilometer große Fläche beschränkt. Es ist an Zirconium, Niob, Tantal und Seltenen Erden angereichert.

#### Naujakasit-Lujavrit
Der Naujakasit-Lujavrit enthält Naujakasit, der sich auf Kosten von Nephelin gebildet hat und örtlich mehr als 75 bis 80 Volumenprozent erreichen kann. Nephelin ist somit selten und kann ganz fehlen. Naujakasit-Lujavrite sind hyperagpaitisch. Rhombische Naujakasit-Kristalle werden gewöhnlich von Albit- und Mikroklinleisten umgeben, hinzu gesellen sich Arfvedsonitnadeln und interstitieller Analcim. Auch werden korrodierte Nephelinkörner oft von Naujakasit mit dazwischenliegendem Analcim überwachsen. Naujakasit-Lujavrit, der nicht der Luft ausgesetzt war, kann Natrosilit enthalten. Hauptminerale sind Albit, Arfvedsonit, Mikroklin, Naujakasit und Villiaumit sowie Natrosilit und Ussingit. HFSE-Minerale sind Steenstrupin-(Ce) und Lovozerit. Ussingit ist ein Verdrängungsprodukt von Alkalifeldspat in Naujakasit-Lujavrit-Varietäten.

#### Villiaumit-Lujavrit
Der hyperagpaitische Villiaumit-Lujavrit erscheint im Ilimmaasaq-Komplex, und zwar an seinem Nordrand sowie am Kuannersuit. Er kann auch in den Sandwichhorizont des zentralen Lujavrits intrudieren. Die Gegenwart von Fluorit in manchen Villiaumit-Lujavriten deutet auf einen allmählichen Übergang und keine scharfe Trennung zwischen agpaitischen und hyperagpaitischen Lujavriten hin. Hauptminerale sind Albit, Arfvedsonit, Mikroklin, Nephelin und Villiaumit. Hinzu treten Fluorit und Sodalith. HFSE-Minerale sind vorwiegend der hyperagpaitische Steenstrupin-(Ce) sowie Vuonnemit.

#### Voronkovit-Lujavrit
Voronkovit-Lujavrite haben sehr niedrige P2O5-Gehalte. Ihre Hauptminerale sind Aegirin, Albit, Arfvedsonit, Mikroklin und Nephelin. Villiaumit und vor allem das HFSE-Mineral Voronkovit zeigen hyperagpaitische Bedingungen an.
Die Chlor-Konzentration in den beiden letztgenannten hyperagpaitischen Lujavriten ist generell niedriger als in den anderen Varietäten, ihr Gehalt an Sodalith ist somit variabel. Schwefel kann in Sodalithen Chlor ersetzen und somit zum niedrigeren Chlor-Gehalt beitragen. Große resorbierte Sodalithkristalle in hyperagpaitischen Lujavriten sind womöglich Xenokristalle eines Naujaits. Unter hyperagpaitischen Lujavriten können auch  Minerale der Lovozerit-Gruppe auftreten. Diese entstehen aber womöglich auch durch die Zersetzung von Zirsinalith im Verlauf der magmatischen Kristallisation.

### Geochemische Analysen

#### Hauptelemente
Die folgenden geochemischen Analysen der Hauptelemente überdecken die wesentlichen Lujavrite im Ilimmaasaq-Komplex sowie den Murmanit-Lujavrit von der Typlokalität. Zum Vergleich der unterlagernde Kakortokit, aus dem das Lujavritmagma hervorgegangen war, sowie der überlagernde Naujait, beide aus dem Ilimmaasaq-Komplex:
| Oxid Gew. % | Aegirinlujavrit | Grüner Lujavrit | Arfvedsonit-Lujavrit 1 | Arfvedsonit-Lujavrit 2 | Schwarzer Lujavrit | Naujakasit-Lujavrit 1 | Naujakasit-Lujavrit 2 | M-C-Lujavrit | Murmanit-Lujavrit | Kakortokit | Naujait  |
| ----------- | --------------- | --------------- | ---------------------- | ---------------------- | ------------------ | --------------------- | --------------------- | ------------ | ----------------- | ---------- | -------- |
| SiO2        | 52,38           | 53,12           | 52,25                  | 53,47                  | 52,89              | 50,58                 | 50,33                 | 52,71        | 53,86             | 51,83      | 46,85    |
| TiO2        | 0,22            | 0,28            | 0,23                   | 0,41                   | 0,35               | 0,22                  | 0,22                  | 0,35         | 1,49              | 0,29       | 0,30     |
| Al2O3       | 13,20           | 15,96           | 12,23                  | 12,51                  | 14,59              | 14,97                 | 13,39                 | 13,29        | 14,40             | 15,97      | 22,30    |
| Fe2O3       | 10,90           | 9,15            | 6,06                   | 6,28                   | 6,30               | 4,42                  | 4,17                  | 4,04         | 6,83              | 6,15       | 3,07     |
| FeO         | 1,96            | 1,32            | 8,72                   | 5,45                   | 6,77               | 9,03                  | 10,53                 | 8,21         | 1,08              | 4,90       | 2,21     |
| MnO         | 0,37            | 0,22            | 0,64                   | 0,52                   | 0,41               | 1,04                  | 1,06                  | 0,60         | 0,60              | 0,29       | 0,13     |
| MgO         | 0,10            | 0,20            | 0,12                   | 0,10                   | 0,54               | 0,08                  | 0,15                  | 0,12         | 0,85              | 0,25       | 0,09     |
| CaO         | 1,20            | 0,74            | 0,27                   | 0,49                   | 0,39               | 0,31                  | 0,31                  | 0,30         | 1,39              | 2,01       | 1,40     |
| Na2O        | 10,72           | 11,20           | 9,25                   | 9,17                   | 10,72              | 14,04                 | 12,61                 | 9,20         | 9,13              | 10,40      | 15,76    |
| K2O         | 2,82            | 3,35            | 3,23                   | 2,10                   | 3,28               | 3,93                  | 1,82                  | 4,69         | 5,24              | 4,10       | 3,58     |
| P2O5        | 0,18            | 0,03            | 0,54                   | 0,25                   | 0,41               | 0,18                  | 0,26                  | 0,41         | 0,25              | 0,03       | 0,03     |
| H2O−        | 0,28            | –               | 0,24                   | 0,16                   | –                  | 0,42                  | 0,65                  | 0,13         | 0,34              | –          | –        |
| H2O+        | 3,44            | 3,15 tot        | 3,65                   | 3,85                   | 2,67 tot           | 1,66                  | 2,67                  | 3,70         | 1,76              | 2,22 tot   | 1,46 tot |
| Al/K+Na     | 0,64            | 0,72            | 0,65                   | 0,72                   | 0,57               | 0,59                  | 0,59                  | 0,66         | 0,70              | 0,68       | 0,54     |
| Al/K+Na+Ca  | 0,58            | 0,68            | 0,64                   | 0,69                   | 0,49               | 0,58                  | 0,58                  | 0,64         | 0,62              | 0,58       | 0,49     |

Die Lujavrite sind alle peralkalisch (mit Al/K+Na < 1). Der SiO2-Gehalt schwankt zwischen 50,33 und 53,86 Gewichtsprozent und liegt somit im Übergangsbereich mafisch zu intermediär.  Sämtliche Gesteine sind natriumbetont, insbesondere der Naujakasit-Lujavrit zeigt mit 14,04 Gewichtsprozent sehr hohe Na2O-Werte. Unterstrichen wird dies durch ein recht hohes Verhältnis von Na/K, das bis zu 3,91 erreichen kann und somit auf eine bedeutende Differenzierung der Lujavrite hinweist.

#### Spurenelemente
Bei den Spurenelementen zeigt Zirconium in extremen Fällen wie an der Typlokalität sehr hohe Konzentrationen von bis zu 16.400 ppm, erreicht aber normalerweise 8.000 ppm. Hohe Konzentrationen besitzen auch Lanthan mit 729 ppm und Niob mit 264 ppm. Relativ hohe Werte finden sich bei Lithium (226 ppm), Barium (176 ppm), Rubidium (167 ppm), Strontium (145 ppm) und Gallium (102 ppm).

## Petrogenese
Zumindest im Ilimmaasaq-Komplex spricht der strukturelle Aufbau der Lujavrite – sie fallen im Hangenden trogförmig ein, werden jedoch im Liegenden durch steilstehende Förderzonen abgelöst – gegen eine in-situ Differentiation eines singulären Magmenpulses. Vielmehr wurden sie zumindest teilweise von aus tieferen Niveaus stammenden Schmelzpulsen nachgefüllt und genährt. Die bisher akzeptierte geschlossene-System-Entwicklung wurde von Ratschbacher und Kollegen in Frage gestellt. Vielmehr deuten mineralogische und geochemische Hinweise auf mindestens zwei Magmenpulse. Die Lujavritabfolge im Ilimmaasaq-Komplex in Verbund mit den tranistionellen lagigen Kakortokiten (TLK) stellt eine eigene Einheit dar mit bereits angesprochener steilstehender Förderzone und assoziierten zweiphasigen Lagergängen. Somit intrudierten die Lujavrite die auflagernden Naujaite sowohl vertikal als auch horizontal. Die sich hiervon abhebenden M-C-Lujavrite westlich von Appat dürften wohl einem eigenständigen Magmenkörper angehören.
Eine Untersuchung von frühen Kumulus-Eudialyten von der TLK durch die Lujavritabfolge aufwärts ins Hangende ergab folgende Trends:
- eine starke Abnahme des Eisen/Mangan-Verhältnisses
- eine stetige Zunahme an Seltenen Erden und Yttrium – indiziert fraktionierte Kristallisation
- eine Zunahme von Zr/Hf
- eine gleichzeitige Abnahme der Chlor-Konzentration. Dies gibt eventuell eine gestiegene Wasseraktivität in der Entwicklung des Lujavrits zu erkennen – konform mit petrologischen Berechnungen und Fluideinschlussdaten.

Mit dem Arfvedsonit-Lujavrit A erfolgte jedoch eine Rücksetzung der Schmelzzusammensetzung (zu niedrigeren Seltenen Erden und Yttrium und höheren Fe/Mn in Eudialyt). Dies wurde möglicherweise durch den Zufluss eines weniger stark entwickelten Schmelzpulses in den Lujavrit bewirkt. Dafür sprechen auch intrusive Kontakte zwischen dem unterlagernden Aegirine-Lujavrit IIa und dem Arfvedsonit-Lujavrit A. Es darf daher angenommen werden, dass der Arfvedsonit-Lujavrit A im Aegirin-Lujavrit IIa eine separate Intrusivlage ist und keine in situ Differentiation.

## Lagerstätten
Lujavrite (insbesondere die Arfvedsonit-Lujavrite und die M-C-Lujavrite) enthalten beispielsweise innerhalb des Ilimmaasaq-Komplexes die höchste Konzentration inkompatibler Elemente (mit der höchsten Konzentration an Lithium, Rubidium, Beryllium, Seltene Erden, Zink, Uran, Thorium und andere) und bilden daher bedeutende Erzlagerstätten – wie beispielsweise die 3 Quadratkilometer große Lagerstätte Kuannersuit (benannt nach dem 685 Meter hohen gleichnamigen Berg Kuannersuit). Sie stehen am Ende einer extremen Fraktionierung, nachdem 99 % des Augitsyenits auskristallisiert waren.
Eine recht neue Interpretation geht dahin, Kuannersuit als einen Ableger eines an Arfvedsonit reichen Lujavritmagmas anzusehen, welches entlang einer Bruchzone am Nordrand des Komplexes eindrang. Ein sehr spät differenzierter Lujavrit ist sehr reich an Naujakasit und Steenstrupin. Diese Gesteine stehen am Ende einer sehr langen Entwicklung des Stammmagmas und sind hyperagpaitisch. Wegen ihres außergewöhnlichen hohen Gehalts an Seltenen Erden sind sie von großer wirtschaftlicher Bedeutung.
Im Einzelnen ist die Geologie am Kuannersuit sehr kompliziert, da mehrere Gesteinstypen des Komplexes, Nebengesteine, Gabbros und auch Anorthosite als Einschlüsse zusammen in einer Matrix auftreten, welche ihrerseits aus mindestens zwei verschiedenen Lujavriten aufgebaut ist. Hinzu kamen eine starke Metasomatose-Überprägung und hydrothermale Einflüsse. Das Gebiet wird ferner von einigen späten Lamprophyrgängen durchquert.
In der U-Th-REE-Lagerstätte Kuannersuit lassen sich zwei Petrofazies an feinkörnigen Lujavriten unterscheiden. Die erste Fazies umfasst den durchgehenden Lujavritgürtel im Norden des Plateaus. Die zweite Lujavritfazies besteht aus feinkörnigen Arfvedsonit-Lujavriten im Südteil des Kvanefjeld-Plateaus. Der Gehalt an Uran, Thorium und Seltenen Erden der ersten Fazies ist niedriger als in allen anderen Lujavriten des Kvanefjeld-Plateaus, jedoch etwas höher als im Sandwichartigen Arfvedsonit-Lujavrit im Zentrum des Komplexes. Die südliche Lujavritfazies des Kvanefjeld-Plateus besitzt sehr hohe Gehalte an Uran, Thorium und Seltenen Erden.
Aus der Typlokalität, die ebenfalls eine Lagerstätte darstellt, werden folgende Konzentrationen berichtet: für Zirconium- und Hafniumoxide 6,26 bis 8,68 % in Eudialyt-reichen Zonen, in Eudialyt-Lujavriten 3,45 % und in Murmanit-Lovozerit-Lujavriten 1,7 bis 2,4 % ZrO2. Für Niob- und Tantaloxide 0,28 % in Eudialyt-Lujavriten, 0,39 bis 0,93 % in Eudialyt-reichen Zonen und 0,17 bis 0,33 % in Murmanit-Lovozerit-Lujavriten. Für Seltene Erden-Oxide 0,30 % in Eudialyt-Lujavriten, 1,01 bis 1,68 % in Eudialyt-reichen Lujavriten und 0,14 bis 0,39 % in Murmanit-Lovozerit-Lujavriten. Die Eudialyt-reichen Lujavrite sind somit eindeutig angereichert.